# Selvigny
Ne doit pas être confondu avec Servigny.
Selvigny est une  ancienne commune française, située dans le département du Nord et la région Hauts-de-France.

## Géographie
- La commune se trouve à 96 km de Lille.
- Les communes avoisinantes sont :
  - Caullery à 1,8 km
  - Walincourt à 1,9 km
  - Haucourt-en-Cambrésis à 3,6 km
  - Dehéries à 3,7 km
  - Ligny-en-Cambrésis à 4 km
  - Clary à 4,1 km
  - Élincourt à 4,5 km

## Histoire
- Jusqu'en 1789, la commune fait partie du Royaume de France.
- 1793 : Pendant cette année, la commune entre dans le département du Nord, au district de Cambray, au Canton de Walincourt et devient officiellement commune.
- 1801 : Cette année la commune entre dans l'arrondissement de Cambrai et fait partie du canton de Clary
- La paroisse aurait été connue pendant la seconde moitié du XVIIIe siècle sous le nom de "Sorval"[1].
- Le 1er janvier 1973, la commune de Selvigny est rattachée sous le régime de la fusion-association à celle de Walincourt qui devient Walincourt-Selvigny[2].

## Heraldique
| Blason de Selvigny | Blason  | D'azur à la fasce d'or, chargée de trois croix potencées de sable, et accompagnée de trois roses à six feuilles d'argent. |
| Blason de Selvigny | Détails | Ce sont les armoiries de la famille De La Place, seigneurs de la commune.                                                 |

## Administration
Maire de 1802 à 1807 : J. B. Lestoquoy,.

Maire en 1881 : Delahy-Mailly.
| Période                                  | Période | Identité | Étiquette | Qualité |
| ---------------------------------------- | ------- | -------- | --------- | ------- |
|                                          |         |          |           |         |
| Les données manquantes sont à compléter. |         |          |           |         |

## Démographie
| 1793 | 1800 | 1806 | 1821 | 1831 | 1836 | 1841 | 1846 | 1851 |
| ---- | ---- | ---- | ---- | ---- | ---- | ---- | ---- | ---- |
| 529  | 530  | 587  | 608  | 652  | 749  | 686  | 745  | 718  |

| 1856 | 1861 | 1866 | 1872 | 1876 | 1881 | 1886 | 1891 | 1896 |
| ---- | ---- | ---- | ---- | ---- | ---- | ---- | ---- | ---- |
| 754  | 790  | 838  | 839  | 896  | 756  | 721  | 747  | 730  |

| 1901 | 1906 | 1911 | 1921 | 1926 | 1931 | 1936 | 1946 | 1954 |
| ---- | ---- | ---- | ---- | ---- | ---- | ---- | ---- | ---- |
| 701  | 651  | 670  | 559  | 578  | 531  | 472  | 400  | 435  |

| 1962 | 1968 | 2006 | 2011 | 2016 | 2021 | 2022 | - | - |
| ---- | ---- | ---- | ---- | ---- | ---- | ---- | - | - |
| 430  | 351  | 332  | 356  | 374  | 394  | 389  | - | - |